# Garnotia acutigluma
Garnotia acutigluma är en gräsart som först beskrevs av Ernst Gottlieb von Steudel, och fick sitt nu gällande namn av Jisaburo Ohwi. Garnotia acutigluma ingår i släktet Garnotia och familjen gräs. Inga underarter finns listade i Catalogue of Life.